# Cesare Aretusi

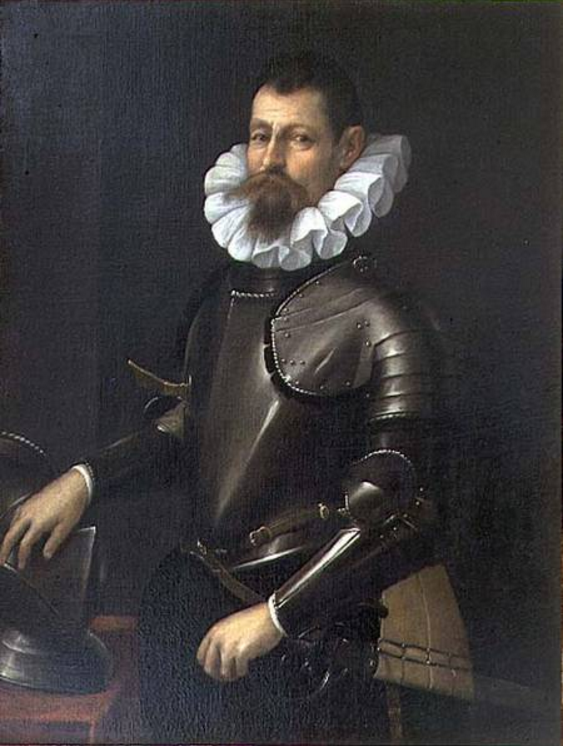
Cesare Aretusi: Porträt des Cesare d’Este

Cesare Aretusi (* getauft 1. September 1549 in Bologna; † 4. Oktober 1612 ebenda) war ein italienischer Maler des Manierismus.
Seine frühen Werke lassen den Einfluss des 1542 in Bologna verstorbenen Bartolomeo Ramenghi spüren. Intensiv zusammen arbeitet er mit seinem auch aus Bologna stammenden Malerkollegen Giovan Battista Fiorini in der Freskomalerei und bei Altarbildern. Fiorini war laut Luigi Lanzi für das Arrangement und die Gestaltung der Bilder zuständig, während die Durchführung und Farbgestaltung eher bei Aretusi lag. Nach dessen Tod um 1599 konzentrierte Aretusi sich daher folgerichtig auf die Porträtmalerei.

## Werke
- 1579, Mitwirkung an der Bemalung des neuen Chors von S. Pietro in Bologna
- 1586/87, Ausmalung der Apsis von S. Giovanni Evangelista in Parma (eine Kopie der Marienkrönung von Correggio), nicht erhalten
- 1593, Pietà mit den Hll. Benedikt und Franz von Paula für S. Benedetto in Bologna
- 1598, Porträt des Cesare I. d’Este, Galleria Estense in Modena
- Porträt des Alfonso II d’Este, Palazzo Ducale in Modena
- 1602, Porträt Pomponio Torelli, Pin. Nazionale, Bologna
- 1602, Porträt  Fra Paolo Ricci, Pin. Nazionale, Bologna
- Porträt des Ranuccio I Farnese, Pin. Nazionale, Bologna
- Porträt des Girolamo Sanvitale, Pin. Stuart, Bologna
- Hl. Familie mit Engeln, Pin. Stuart, Bologna
- 1611, Porträt des Giovanni Aigeman, Florenz, Uffizien

| Personendaten    | Personendaten                       |
| ---------------- | ----------------------------------- |
| NAME             | Aretusi, Cesare                     |
| KURZBESCHREIBUNG | italienischer Maler des Manierismus |
| GEBURTSDATUM     | getauft 1. September 1549           |
| GEBURTSORT       | Bologna                             |
| STERBEDATUM      | 4. Oktober 1612                     |
| STERBEORT        | Bologna                             |